# Satondella brasiliensis
Satondella brasiliensis is een slakkensoort uit de familie van de Scissurellidae. De wetenschappelijke naam van de soort is voor het eerst geldig gepubliceerd in 1987 door Mattar.